# Microdytes elgae
Microdytes elgae är en skalbaggsart som beskrevs av Hendrich, Balke och Wewalka 1995. Microdytes elgae ingår i släktet Microdytes och familjen dykare. Inga underarter finns listade i Catalogue of Life.